# Bassing
Bassing là một xã trong vùng Grand Est, thuộc tỉnh Moselle, quận Château-Salins, tổng Dieuze. Tọa độ địa lý của xã là 48° 52' vĩ độ bắc, 06° 48' kinh độ đông. Bassing nằm trên độ cao trung bình là 240 mét trên mực nước biển, có điểm thấp nhất là 220 mét và điểm cao nhất là 283 mét. Xã có diện tích 6,3 km², dân số vào thời điểm 2005 là 131 người; mật độ dân số là 20,8 người/km². Xã là nơi sinh của nhà hóa học Pháp Antoine Béchamp.

## Thông tin nhân khẩu
| 1962 | 1968 | 1975 | 1982 | 1990 | 1999 |
| ---- | ---- | ---- | ---- | ---- | ---- |
| 129  | 139  | 123  | 108  | 132  | 142  |